# Halophytophilus fusiformis
Halophytophilus fusiformis is een eenoogkreeftjessoort uit de familie van de Ectinosomatidae. De wetenschappelijke naam van de soort is voor het eerst geldig gepubliceerd in 1919 door Brian.